# Carolina di Lippe
Carolina di Lippe (nome completo in tedesco Karoline Auguste Adelheid Mathilde Marie Luise Pauline; Detmold, 4 agosto 1905 – Bad Eilsen, 12 ottobre 2001) è stata una principessa tedesca.

## Biografia
La principessa Carolina nacque a Detmold nel 1905, in quanto terzogenita di Leopoldo e di Berta d'Assia-Philippsthal-Barchfeld.
Il 28 settembre 1932 sposò nella sua città natale il conte Hans von Kanitz (1893-1968), figlio di Hans e di Maria von Bismarck-Bohlen (1855-1929). Morì all'età di 96 anni a Bad Eilsen, in Bassa Sassonia.

## Discendenza
Carolina di Lippe e Hans von Kanitz ebbero sei figlie:
- Berta-Marie Anna Karoline (Berlino, 8 settembre 1933);
- Christine Elisabeth Sigrid (Dresda, 19 ottobre 1935), sposò Gerd Engelhardt (1939), figlio di Julius e di Luise Rieger, il 19 luglio del 1968 a Friburgo in Brisgovia;[3][4]
- Dorothea Eleonore Irmgard (Dresda, 19 ottobre 1935 - Bad Eilsen, 3 marzo 1987);
- Gisela Ruth Elisabeth (Dresda, 3 febbraio 1937), sposò Hans-Hellmut Nagel (1935), figlio di Hans e di Maria Gair, il 13 ottobre 1961 a Bad Eilsen:[5][6]
  - Susanne, sposò Dirk Hölzer ed ebbe un figlio;[7]
  - Christine (Bonn, 11 ottobre 1962), sposò Harry Neumokel (1962) il 6 giugno 1984 e, dopo aver avuto due figli, divorziarono nel 1997;[8]
  - Caroline (22 giugno 1967), sposò Walter Bergen il 1⁰ agosto 1992 ed ebbero una figlia e due figli.[9]
- Gerta Helene Margarethe (Celle, 13 settembre 1939);
- Lilli Maria Barbara Theda Calixta (Celle, 3 marzo 1943), sposò Jürgen von der Hagen (1934), figlio di Tronje (1896-1983) e di Renate zu Dohna-Schlobitten (1900-1992), il 26 settembre 1964 a Bad Eilsen:[10][11]
  - Hans Tronje (Fergus, 13 maggio 1966), sposò Alma-Mira Demszky il 21 giugno 1997 ed ebbero una figlia;[12]
  - Arndt Nikolaus (Fergus, 4 luglio 1967).

## Titoli e trattamento
- 4 agosto 1905 - 12 ottobre 2001: Sua Altezza Serenissima, la principessa Carolina di Lippe

## Ascendenza
|                                          |                                      |                                         | Genitori                                                         |  |  | Nonni |  |  | Bisnonni                    |  |  | Trisnonni                    |  |
|                                          |                                      |                                         |                                                                  |  |  |       |  |  | Giulio di Lippe-Biesterfeld |  |  | Ernesto di Lippe-Biesterfeld |  |
|                                          |                                      |                                         |                                                                  |  |  |       |  |  | Giulio di Lippe-Biesterfeld |  |  | Ernesto di Lippe-Biesterfeld |  |
|                                          |                                      | Modeste von Unruh                       |                                                                  |  |  |       |  |  | Giulio di Lippe-Biesterfeld |  |  |                              |  |
| Ernesto II di Lippe-Biesterfeld          |                                      |                                         |                                                                  |  |  |       |  |  | Giulio di Lippe-Biesterfeld |  |  |                              |  |
|                                          |                                      | Adelheid zu Castell-Castell             | Friedrich zu Castell-Castell                                     |  |  |       |  |  |                             |  |  |                              |  |
|                                          |                                      | Adelheid zu Castell-Castell             | Friedrich zu Castell-Castell                                     |  |  |       |  |  |                             |  |  |                              |  |
|                                          |                                      | Adelheid zu Castell-Castell             | Emilie zu Hohenlohe-Langenburg                                   |  |  |       |  |  |                             |  |  |                              |  |
| Leopoldo IV di Lippe                     |                                      | Adelheid zu Castell-Castell             |                                                                  |  |  |       |  |  |                             |  |  |                              |  |
|                                          |                                      | Leopold Otto Frederick von Wartensleben | Cäsar von Wartensleben                                           |  |  |       |  |  |                             |  |  |                              |  |
|                                          |                                      | Leopold Otto Frederick von Wartensleben | Cäsar von Wartensleben                                           |  |  |       |  |  |                             |  |  |                              |  |
|                                          |                                      | Leopold Otto Frederick von Wartensleben | Friederike von Gfug                                              |  |  |       |  |  |                             |  |  |                              |  |
| Karoline von Wartensleben                |                                      | Leopold Otto Frederick von Wartensleben |                                                                  |  |  |       |  |  |                             |  |  |                              |  |
|                                          |                                      | Mathilde Halbach                        | Arnold Halbach                                                   |  |  |       |  |  |                             |  |  |                              |  |
|                                          |                                      | Mathilde Halbach                        | Arnold Halbach                                                   |  |  |       |  |  |                             |  |  |                              |  |
|                                          |                                      | Mathilde Halbach                        | Johanna Karoline Mathilde Bohlen                                 |  |  |       |  |  |                             |  |  |                              |  |
| Carolina di Lippe                        |                                      | Mathilde Halbach                        |                                                                  |  |  |       |  |  |                             |  |  |                              |  |
|                                          | Carlo d'Assia-Philippsthal-Barchfeld | Adolfo d'Assia-Philippsthal-Barchfeld   |                                                                  |  |  |       |  |  |                             |  |  |                              |  |
|                                          | Carlo d'Assia-Philippsthal-Barchfeld | Adolfo d'Assia-Philippsthal-Barchfeld   |                                                                  |  |  |       |  |  |                             |  |  |                              |  |
|                                          | Carlo d'Assia-Philippsthal-Barchfeld | Luisa di Sassonia-Meiningen             |                                                                  |  |  |       |  |  |                             |  |  |                              |  |
| Guglielmo d'Assia-Philippsthal-Barchfeld | Carlo d'Assia-Philippsthal-Barchfeld |                                         |                                                                  |  |  |       |  |  |                             |  |  |                              |  |
|                                          |                                      | Sofia di Bentheim e Steinfurt           | Luigi di Bentheim e Steinfurt                                    |  |  |       |  |  |                             |  |  |                              |  |
|                                          |                                      | Sofia di Bentheim e Steinfurt           | Luigi di Bentheim e Steinfurt                                    |  |  |       |  |  |                             |  |  |                              |  |
|                                          |                                      | Sofia di Bentheim e Steinfurt           | Giuliana Guglielmina di Schleswig-Holstein-Sonderburg-Glücksburg |  |  |       |  |  |                             |  |  |                              |  |
| Berta d'Assia-Philippsthal-Barchfeld     |                                      | Sofia di Bentheim e Steinfurt           |                                                                  |  |  |       |  |  |                             |  |  |                              |  |
|                                          |                                      | Luigi Guglielmo di Bentheim e Steinfurt | Alessio I di Bentheim-Steinfurt                                  |  |  |       |  |  |                             |  |  |                              |  |
|                                          |                                      | Luigi Guglielmo di Bentheim e Steinfurt | Alessio I di Bentheim-Steinfurt                                  |  |  |       |  |  |                             |  |  |                              |  |
|                                          |                                      | Luigi Guglielmo di Bentheim e Steinfurt | Guglielmina di Solms-Braunfels                                   |  |  |       |  |  |                             |  |  |                              |  |
| Juliane von Bentheim und Steinfurt       |                                      | Luigi Guglielmo di Bentheim e Steinfurt |                                                                  |  |  |       |  |  |                             |  |  |                              |  |
|                                          |                                      | Berta d'Assia-Philippsthal-Barchfeld    | Carlo d'Assia-Philippsthal-Barchfeld                             |  |  |       |  |  |                             |  |  |                              |  |
|                                          |                                      | Berta d'Assia-Philippsthal-Barchfeld    | Carlo d'Assia-Philippsthal-Barchfeld                             |  |  |       |  |  |                             |  |  |                              |  |
|                                          |                                      | Berta d'Assia-Philippsthal-Barchfeld    | Augusta di Hohenloe-Ingelfingen                                  |  |  |       |  |  |                             |  |  |                              |  |
|                                          |                                      | Berta d'Assia-Philippsthal-Barchfeld    |                                                                  |  |  |       |  |  |                             |  |  |                              |  |